# Ernest Harvey (cầu thủ bóng đá)
Ernest Alfred Harvey là một cầu thủ bóng đá người Anh thi đấu ở vị trí hậu vệ phải thi đấu ở Football League cho Glossop.

## Thống kê sự nghiệp
| Câu lạc bộ          | Mùa giải            | Giải vô địch                   | Giải vô địch | Giải vô địch | Cúp FA | Cúp FA | Tổng | Tổng |
| Câu lạc bộ          | Mùa giải            | Hạng đấu                       | Trận         | Bàn          | Trận   | Bàn    | Trận | Bàn  |
| ------------------- | ------------------- | ------------------------------ | ------------ | ------------ | ------ | ------ | ---- | ---- |
| New Brompton        | 1906–07             | Southern League First Division | 34           | 0            | 4      | 0      | 38   | 0    |
| New Brompton        | 1907–08             | Southern League First Division | 29           | 1            | 4      | 0      | 33   | 1    |
| Tổng cộng sự nghiệp | Tổng cộng sự nghiệp | Tổng cộng sự nghiệp            | 63           | 1            | 8      | 0      | 71   | 1    |